# Филип Деркоски
Филип Деркоски (мкд. Филип Деркоски; Скопље, 29. децембар 2000) македонски је пливач чија специјалност су трке слободним стилом на дужим дистанцама.

## Спортска каријера
Деркоски је веома рано почео да се бави пливањем, још као шестогодишњи дечак, а прве пливачке кораке учинио је у базену пливачког клуба „Орион” из Скопља. Пливачку каријеру је започео наступајући на разним пливачким митинзима широм Македоније, Србије и Грчке.
Дебитантски наступ на великим такмичењима је имао на светском првенству у корејском Квангџуу 2019, где је био један од најмлађих учесника. У Кореји је Деркоски учествовао у квалификационим тркама на 400 слободно и 800 слободно, а иако је у обе трке заузео претпоследње (45) и последње место (38) успео је да исплива најбоље личне резултате.